# Omklædningsrummet
|  | Denne artikel er oprettet af botten PalnaBot ud fra en ekstern database. Den kan derfor have sproglige fejl eller mangler. Denne skabelon kan fjernes efter kontrol af indholdet. |

Omklædningsrummet er en dansk børnefilm fra 2001 skrevet og instrueret af Klaus Kjeldsen.

## Handling
Hvad er vigtigere for en 13-årig dreng end at få stillet sulten? Det er en tur i omklædningsrummet med holdkammeraterne efter en fodboldkamp. Omklædningsrummet er fyldt med 13-14-årige drenge. Det er de store overfor de små. Drenge der afprøver, hvad det vil sige at være mænd. Omklædningsrummet er en verden uden piger, og her ordnes mange ting. De små snakker fodbold, de store snakker sugemærker. Træneren stikker hul på hælens vabel. Der lades op til kamp. Duften fra de sure benskinner hænger i rummet. Håndklædet danser på ryggen. Kameraet kommer tæt på drengenes grovkornede humor og kammeratskab. Det er dette univers, filmen undersøger. En film for drenge, men mon ikke pigerne kikker interesseret med?